# Província de Berber
La província de Berber fou una província egipcia al Sudan, formada pel territori tribal de Berber o dels Mirafab i altres territoris. S'estenia de Hadjar al-Asal a 16 graus 24 minuts de latitud nord, fins a Abu Hamad i Kurti, al sud, i incloïa els deserta adjacents i els seus nòmades. La capital era al-Mikhayrif o el-Mekheyr.
La província va començar a rutllar quan es va ocupar el territori tribal (21 de març de 1821) i es van sotmetre els beges (beja) en temps de Muhammad Ali, el que va permetre obrir una ruta comercial cap a Suakin. Els seus governadors foren egipcis i el darrer fou el notable abbadita Husayn Pasha Khalifa; estava començant a lluitar contra els mahdistes el 1884 quan Gordon fou nomenat governador general del Sudan i va arribar a la zona (febrer de 1884). L'abril de 1884 el Mahdi va encarregar a Muhammad al-Khayr Abd Allah Khudjali de fer la guerra santa a la província de Berber. La capital provincial fou conquerida i Gordon va quedar aïllat a Khartum. Sota el Mahdi la província fou administrada per un governador militar amb una guarnició establerta a Berber, a poca distància al nord de la capital provincial. La guerra va comportar una aturada del comerç però no total. El darrer governador militar, Muhammad al-Zaki Uthman va haver d'evacuar Berber que fou ocupada pels angloegipcis el setembre de 1897.
La província fou reorganitzada amb uns límits més reduïts que anteriorment, i més tard fou fusionada amb les províncies de Dongola i Halfa per formar la Província del Nord. La capital fou transferida a al-Damir el 1905.